# Moon Chae-won
Moon Chae-won (hangul: 문채원, nasceu a 13 de novembro de, 1986) é uma atriz sul coreana. O seu filme de guerra sobre a dinastia Chosun, intitulado de War of the Arrows (Guerra de Flechas) alcançou o maior número de vendas da Coréia em 2011. O drama "Princess' Man" teve uma classificação de 24,9%, algo raro para um drama histórico, em 2011. O seu talento representativo conquistou a aprovação tanto do público como dos críticos. Chae-won ganhou os dois prémios de Best Newcomer (Melhor Representação) em Grand Bell Awards e Blue Dragon Awards em 2011. Conquistou também o Prémio de Melhor Atriz no KBS Drama Awards do mesmo ano. Moon Chae-won recebeu o prémio de "Melhor Vestido" outorgado pela Korea's Lifestyle Awards 2011. Desde 4 de janeiro de 2012 uma promotora de honra que representa os promotores na Coreia Sul num período de um ano. A 27 de abril de 2012, a KBS realizou um anúncio sobre uma nova serie televisiva, The Inocent Man, no qual ela faz parte do elenco principal com Song Joong-ki e Park Si-yeon.

## Carreira
Moon Chae-won estudou pintura ocidental na Chugye University for the Arts. Determinada a ser atriz, Moon aventurou-se na área do cinema, desenvolvendo um trabalho notável em papeis coadjuvantes. A sua popularidade emergiu em 2011, quando alcançou vários títulos de estrela de cinema, tornando-se numa das atrizes mais conhecidas da Coreia.

## Filmografia

### Drama televisivo
| Ano  | Título                  | Papel                 | TV Network          |
| ---- | ----------------------- | --------------------- | ------------------- |
| 2007 | Mackerel Run            | Min Yoon-seo          | SBS                 |
| 2008 | Painter of the Wind     | Jung-hyang            | SBS                 |
| 2009 | Brilliant Legacy        | Yoo Seung-mi          | SBS                 |
| 2009 | My Fair Lady            | Yeo Eui-joo           | KBS2                |
| 2010 | Road No. 1              | Min Young-jin (cameo) | MBC                 |
| 2010 | It's Okay, Daddy's Girl | Eun Chae-ryung        | SBS                 |
| 2011 | The Princess' Man       | Lee Se-ryung          | KBS2                |
| 2012 | The Innocent Man        | Seo Eun-gi            | KBS2                |
| 2013 | Good Doctor             | Cha Yoon-seo          | KBS2                |
| 2017 | Criminal Minds          | Ha Sun-woo            | TVN (Coreia do Sul) |

### Filme
| Ano  | Título            | Papel        |
| ---- | ----------------- | ------------ |
| 2008 | My School's E.T   | Lee Eun-shil |
| 2011 | War of the Arrows | Choi Ja-in   |
| 2015 | Today's Love      | Kim Hyun-woo |
| 2016 | Mood of the Day   | Bae Soo-Jung |

### Aparições em Videoclips
| Ano  | Música                            | Artista       |
| ---- | --------------------------------- | ------------- |
| 2007 | Parting Once Again (한번 더 이별) | Sung Si Kyung |